# Steatoda ulleungensis
Espèce
Steatoda ulleungensis est une espèce d'araignées aranéomorphes de la famille des Theridiidae.

## Distribution
Cette espèce est endémique de Corée du Sud. Elle se rencontre sur Ulleungdo dans la province de Gyeongsang du Nord.

## Étymologie
Son nom d'espèce, composé de ulleungensis et du suffixe latin -ensis, « qui vit dans, qui habite », lui a été donné en référence au lieu de sa découverte, Ulleungdo.

## Publication originale
- Paik, 1995 : Korean spiders of the genus Steatoda (Araneae: Theridiidae). I. Korean Arachnology, vol. 11, no 1, p. 1-14.